# Artur P. Schmidt
Artur P. Schmidt (* 20. Oktober 1961 in Stuttgart) ist ein deutscher Wirtschaftskybernetiker und Publizist.
Er studierte Luft- und Raumfahrttechnik in Stuttgart und an der Technischen Universität Berlin. In seiner 1992 bei Heinz Hermann Koelle abgeschlossenen Promotion entwickelte er ein kybernetisches Marktanalyse-Verfahren, unter anderem am Beispiel der strategischen Planung von Airbus Industries. Nach einem Einstieg als Unternehmensberater bei Anderson Consulting folgte die Position des Leiters der strategischen Analyse der Ruhrgas AG. Von 1993 bis 1997 war Schmidt Stipendiat der Stiftung zur Förderung der systemorientierten Managementlehre und letzter Schüler des Ende 1997 verstorbenen Hans Ulrich, dem Begründer des St. Galler Management-Ansatzes.
Während dieser Zeit begann Schmidt seine publizistische Laufbahn, aus der Bücher wie Endo-Management und Der Wissensnavigator sowie Wirtschaftsbücher wie Wohlstand_fuer_alle.com oder Crashonomics hervorgingen.

## Veröffentlichungen
- Entwicklungstrends der Verkehrsflugzeugbranche und deren Projektion bis zum Jahr 2010 unter Anwendung einer integralen Szenariotechnik. Lang, Frankfurt [u. a.] 1992, ISBN 3-631-44434-6
- Endo-Management. Nichtlineare Lenkung komplexer Systeme und Interfaces. Haupt, Bern/Stuttgart/Wien 1998, ISBN 3-258-05789-3
- mit Blue Planet Team Network: Der Wissensnavigator. Das Lexikon der Zukunft. Buch und CD-ROM. Deutsche Verlags-Anstalt, Stuttgart 1999, ISBN 3-421-05302-2
- mit Otto E. Rössler: Medium des Wissens. Das Menschenrecht auf Information. Haupt, Bern/Stuttgart/Wien 2000, ISBN 3-258-06021-5 (PDF; 1,61 MB)
- Wohlstand_fuer_alle.com. Chancen und Risiken des elektronischen Wirtschaftswunders. Deutsche Verlags-Anstalt, Stuttgart/München 2001, ISBN 3-421-05475-4
- Überleben im digitalen Zeitalter. Nausner & Nausner, Graz 2002, ISBN 3-901402-33-0 (PDF; 2,61 MB)
- Crashonomics. Amerikas Flug in die Zukunft. Nausner & Nausner, Graz 2003, ISBN 3-901402-42-X (PDF; 871 kB)
- Unter Bankstern. Der legalisierte Bankraub. EWK-Verlag, Kühbach-Unterbernbach 2009, ISBN 978-3-938175-48-4